# Ellen Marie Wiseman
Ellen Marie Wiseman är en amerikansk författare, född och uppväxt i Three Mile Bay, i norra New York. Hon är andra generationens amerikan, då hennes mor med familj invandrade från Tyskland.